# 최명희 청년소설문학상
최명희 청년소설문학상은 2001년부터 전북대학교(전북대학교 신문사)·혼불기념사업회가 공동으로 주관, 작품을 공모하여 총 상금 규모 800만원으로 전국 대학 문학상 가운데 규모가 가장 큰 문학상이다. 이병기 시문학상과 함께 시상한다.

## 유래
1955년 전북대신문 창간 1주년을 기념하기 위해 시와 논문을 공모했던 ‘학생작품 현상모집’을 모태로 하여 2001년 전북대신문이 혼불기념사업회와 공동으로 문학상 제정

## 역대 수상자 내역
- 2001년[1]
  - 시문학상 대학 부문: 김인득(전북대 국문과4) '비단길을 찾아서'
  - 시문학상 고등 부문: 김혜화(보성여고) '가을'
  - 청년문학상 소설 부문: 손홍규(동국대 국문4학년) '여름밤'
  - 청년문학상 고등 부문: 윤길준(군산중앙고) '밀려온 파도'

- 2009년[2]
  - 소설문학상 대학부문:  이갑수(동국대)‘칼릴레이’
  - 소설문학상 고등부문: 전아영(이화여고)‘동행’
  - 시문학상 대학 부문:  전인배(대구카톨릭대)‘꿈꾸는 미싱사’
  - 시문학상 고등 부문: 장석우(구리고)‘멀티탭에 대한 단상’

- 2010년[3]
  - 소설문학상 대학 부문: 이솔(서강대 4년)‘공포증’
  - 소설문학상 고등 부문: 당선작 없음, 가작 장효정(고양예고) ‘큐브’
  - 시문학상 대학 부문:  이서령(서울예대)‘신 거미 인간'
  - 시문학상 고등 부문: 정선아(전남여고)‘바닥’

- 2011년[4]
  - 시문학상 대학 부문: 이동한(우석대·문예창작4) 「늙은 기관사의 집」
  - 시문학상 고등 부문: 김보라(살레시오여고 3학년) 「유목민이 살고 있다」
  - 소설문학상 대학 부문: 이은선(중앙대·문예창작1)「침」
  - 소설문학상 고등 부문: 최은하(고양예고 3학년)  「망원경」

- 2012년[5][6]
  - 시문학상 대학 부문: 임경헌(전북대 국문4) <꽃잎 미끼>[7]
  - 시문학상 고등 부문: 김경민(안양예고 2학년)<호두 한 알>[8]
  - 소설문학상 대학 부문: 양이석(동국대 문창4) <몽타주>
  - 소설문학상 고등 부문: 정유진(고양예고 3학년) <똥개들의 왕>

- 2013년[9]
  - 시문학상 대학 부문:김지섭(우석대 문예창작학과 2년)  「여름, 어시장」[10]
  - 시문학상 고등 부문: 안성군(안성고 3년) 「장화」:[11]
  - 소설문학상 대학 부문: 신윤희(서울예대 문예창작학과 2년)  「공(空)」
  - 소설문학상 고등 부문: 김혜정(충남호서고 3년) 「윙컷」

- 2014년[12]
  - 가람 이병기 청년시문학상 대학 부문: '멧돼지'를 출품한 황익순(명지대 문예창작과 4학년)
  - 가람 이병기 청년시문학상 고등 부문: '달리의 악몽'을 선보인 이세인(상현고 2학년)
  - 최명희 청년소설문학상 대학 부문: '마지막 파일'을 쓴 김홍진(서울시립대 국문학과 4학년)
  - 최명희 청년소설문학상 고등 부문: '트랙'을 쓴 김지민(고양예고 2학년)

- 2015년[13][14]
  - 시 부문 대학 부문: 수상자 없음
  - 시 부문 고등 부문: 강혜원(안양예고 2년) ‘도시의 염부’
  - 소설 부문 대학 부문: 김채원(한양여대 문창 2년) '어항'
  - 소설 부문 고등 부문:  임동민(안양예고 2년) '곡선의 무게' - 학교폭력과 입시 등의 중압감 속에서 꿈을 항해 도약하고픈 발레리노의 욕망과 열정을 능란한 필체

- 2016년[15]
  - 이병기 청년시문학상 대학 부문: <대과거>를 쓴 전명환(중앙대 국어국문2년)
  - 이병기 청년시문학상 고등 부문: <몽상>을 쓴 황주연(경산여고 2학년)
  - 최명희 청년소설문학상 대학 부문: <꽃에서부터>를 쓴 윤선미(서울디지털대 문창 3학년)
  - 최명희 청년소설문학상 고등 부문: <야간비행>을 쓴 윤정은(안양예고 2학년)

- 2017년[16]
  - 가람 이병기청년시문학상 대학 부문: 『미식』을 쓴 임대섭(건국대 국어국문·3)
  - 가람 이병기청년시문학상 고등 부문: 『오도독뼈』를 선보인 김상희(고양여고·1)
  - 대학 부문: 『오버 더 레인보우』를 쓴 송가을해(경희대 국어국문·4)
  - 고등 부문: 『손가락 위 가족』을 쓴 오태연(용산고·3)

## 같이 보기
- 최명희
- 이병기
- 이병기 시문학상